# Castiarina ocelligera
Castiarina ocelligera es una especie de escarabajo del género Castiarina, familia Buprestidae. Fue descrita científicamente por Gory en 1841.